# Horst Grabosch
Horst Grabosch (* 17. Juni 1956 in Wanne-Eickel) ist ein deutscher Trompeter im Bereich des Jazz und der Neuen Musik.

## Leben und Wirken
Grabosch erhielt seit dem neunten Lebensjahr Trompetenunterricht. Nach dem Abitur 1974 studierte er Germanistik, Musikwissenschaft und Philosophie an der Ruhr-Universität Bochum und der Universität zu Köln. Danach absolvierte er bis 1984 ein Diplomstudium für klassische Trompete an der Folkwang Universität in Essen.
In den 1980er Jahren gründete und leitete er für zwei Jahre die Big Band Ruhr. Später gastierte er in der Kölner Jazzhaus Big Band und im Studio auch beim Orchester von Paul Kuhn. Das musikalische Zentrum seiner Arbeit lag zunächst im Ruhrgebiet mit den Gruppierungen um Georg Gräwe und Theo Jörgensmann. Später arbeitete er mit den Kölner Gruppen von Dirk Raulf, Georg Ruby und Thomas Witzmann. Er spielte auf vielen Jazz-Festivals Europas, unter anderem 1986 bei Clusone Jazz mit Roberto Ottaviano, Mark Dresser und Tiziano Tononi, sowie 1990, 1991 und 1992 auf dem Jazzfest Berlin mit den Ensembles von Norbert Stein, Klaus König und Michael Riessler. Tourneen führten ihn nach Nord- und Südamerika.
Bereits während des Studiums führte er Werke der Neuen Musik auf. Mit Melvyn Poore und Radu Malfatti, die in den späten 1980er Jahren wie er Mitglieder des GrubenKlangOrchester waren, erarbeitete Grabosch ein Trio-Programm, das vorwiegend experimentelle Spieltechniken verwendete und klanglich mehr der Neuen Musik als dem Jazz zuzuordnen ist. Eine intensivere Begegnung mit der Neuen Musik begann in den 1990er Jahren. Es folgten Gastspiele beim Ensemble Modern in Frankfurt und beim Ensemble Musique Vivante in Paris mit Vinko Globokars Werk „Laboratorium“. Er erhielt schließlich die Einladung in das Gründungsensemble der musikFabrik NRW.
Seine Trompeter-Laufbahn endete 1997 durch Berufsunfähigkeit. Nach Umzug mit seiner Familie ins bayerische Oberland ließ er sich zum „Informationstechnologen Multimedia“ bei Siemens-Nixdorf in München ausbilden und war in dem Bereich beruflich tätig.
Grabosch übernahm später das Musiklabel Entprima Publishing und begann mit der Produktion elektronischer Musik. Unter der Künstleridentität Entprima Jazz Cosmonauts erschienen mehrere Singles und ein Album mit der akustischen Version seines Bühnenstücks From Ape to Human. Einige sozialkritische Songtexte sang er selbst ein. Seine Künstleridentitäten wurden Captain Entprima für Ambient Music und Alexis Entprima für Dance Music.

## Diskografie (Auswahl)
- Georg Gräwe Quintett – New Movements (1976)
- Georg Gräwe Quintett – Pink Pong (1977)
- The Berlin Jazz Workshop Orchestra feat. John Tchicai – Who is Who? (1978)
- Horst Grabosch Quintett – Anytime (1984)
- Michael Riessler – What a Time (1989–1991)
- Horst Grabosch DDT – Die Kälte des Weltraums (1991, mit Michael Heupel Achim Krämer und Thomas Witzmann)
- Klaus König Orchestra – At the End of the Universe (1991)
- Georg Ruby – Strange Loops (1993)
- Norbert Stein Pata Masters – Graffiti (1996)
- Horst Grabosch – Alltage (1996, mit Markus Wienstroer, Frank Köllges, Thomas Witzmann)
- Entprima Jazz Cosmonauts – Dance Studies (2019)
- Entprima Jazz Cosmonauts – From Ape to Human (2020)
- Spaceship Affairs (2021)
- Sincerely H.G. (2021)
- Historic Moods (2021)
- Made for Dancing (2021)
- Time for Serenity (2022)
- Moritz Grabosch & Horst Grabosch – LUST (2022)
- Horst Grabosch & Captain Entprima – Far Beyond Understanding (2023)

## Bücher
- Der Seele auf der Spur – Roman – ISBN 978-3-7557-7887-5
- Seelenwaschanlage – Briefe aus der Depression – ISBN 978-3-7562-2721-1
- LUST – Musikbuch – ISBN 978-3-7562-4314-3
- Und auf einmal stand ich neben mir – Poesiealbum – ISBN 978-3-7578-0221-9